# Ursulinska kyrkan av Jesu födelse
Ursulinska kyrkan av Jesu födelse (kroatiska: Uršulinska crkva Rođenja Isusovog) är en romersk-katolsk kulturmärkt klosterkyrka i Varaždin i Kroatien. Kyrkan uppfördes 1722-1729 av ursulinerna och bär stildrag från barocken.

## Historik
Sedan ursulinerna 1708 formellt bjudits in till Zagrebs stift lät de under ledning av adelsdamen Ana Julijana Drašković uppföra en enklare kyrka i trä samt två träbyggnader som kom att tjäna som nunnekloster och skola. Klostertraditionen berättar att kaniken Juraj Šubarić från Zagreb donerade en större summa pengar och därmed tog initiativet till uppförandet av en ny kyrka i sten. För ändamålet och med hjälp av Terezija Schröckensteins hemgift köptes baron Prašinskis trädgård 1721. Den 15 april 1722 påbörjades uppförandet av den nya kyrkan i vad som tidigare varit baronens trädgård. År 1724 uppfördes klocktornet och 1729 stod kyrkans yttre helt klar. Den officiella invigningen hölls dock den 7 juni 1750 då även kyrkans interiör var fullbordad.

## Arkitektur
Kyrkan är uppförd i barockstil. Den är 24 m lång och 11 meter bred. Dess klocktorn har en höjd på över 40 m vars kopparplåttak avslutas med ett förgyllt kors. På den främre gaveln översta del står två änglaskulpturer. Dessa skulpturer är 105 cm höga och väger 130 kg vardera. Under dessa står två skulpturer föreställande helgonen Johannes Nepomuk och Frans Xavier. Dessa skulpturer är 176 cm höga och väger 450 kg. I nischen ovanför huvudentrén finns en skulptur av helige Augustinus.